# کلیان (سرآب)
گلیان یکی از روستاهای استان آذربایجان شرقی است که در دهستان صائین بخش مرکزی شهرستان سرآب واقع شده‌است.
این روستا حدود ۳۰۰ نفر جمعیت دارد که بیشتر مشغول به شغل گوسفندچرانی و کشاورزی هستند. این روستا در ۲۰ کیلومتری شهر سرآب در جاده اردبیل-سرآب در دهستان صائیدن واقع شده است. آب و هوای این منطقه در ۸ ماه از سال بسیار سرد، و در بقیه ماه‌ها نسبتاً سرد است. رود بزرگ یا (بیوک‌چای) یکی از رودهای دائمی زیبایی است که از این روستا می‌گذرد. غار فرهاد (فرهاد کولی) از آثار تاریخی روستای کلیان است که توسط حفاران غیرمجاز مورد حفاری قرار گرفته است.

## اهالی سرشناس
سعید نورالهی (۱۳۳۰-۱۳۹۸) بازیگر سینما و تلویزیون اهل این روستا بوده است.